# لوتینبورگ (آمت)
لوتینبورگ (به آلمانی: Amt Lütjenburg) یک منطقهٔ مسکونی در آلمان است که در Plön (District) واقع شده‌است. لوتینبورگ  ۱۶٬۵۲۸ نفر جمعیت دارد.